# Наводнение в Сиккиме
4 октября 2023 г. в результате сильных дождей ледниковое озеро Южный Лхонак в индийском штате Сикким вышло из берегов, вызвав наводнение в реке Тиста. Паводок достиг плотины в Чунгтханге в полночь. Работники плотины не успели вовремя открыть ворота, и поток разрушил плотину за несколько минут. Уровень воды в реке Тиста ниже по течению поднялся на 6 метров, вызвав масштабные разрушения.
Наиболее смертоносное наводнение в этом районе после наводнения 1968 года, во время которого погибло около 1000 человек.

## Ход событий
Озеро Южный Лхонак представляет собой моренно-плотинное озеро, питаемое талыми водами ледника Лхонак. Впервые оно было замечено на спутниковых снимках CORONA 1962 г. как надледниковое озеро. На снимках видно, что отдельным озером оно стало к 1977 году, его площадь составила 17 га. За четыре десятилетия, по мере отступления ледника на 1,9 км, озеро увеличилось в размерах и к 2008 году занимало площадь около ста гектаров. Оно было признано потенциально опасным для возникновения ледниковых паводков, и в 2018 г. для откачки воды были установлены трубопроводы. На снимках Sentinel-1A от 28 сентября 2023 года площадь озера составила 167,4 га.
Перед наводнением учёные и власти работали над установкой системы раннего оповещения о возможном наводнении.

## Наводнение
В начале октября 2023 г. в Сиккиме выпало более чем в два раза больше осадков, чем обычно; только за период с 3 по 4 октября в штате выпало в пять раз больше осадков, чем обычно. Южный Лхонак вышел из берегов, вызвав внезапное наводнение. На спутниковых снимках RISAT-1A Индийской организации космических исследований видно, что площадь озера уменьшилась более чем на сто гектаров. По предупреждению индо-тибетской пограничной полиции в полночь операторы плотины Тееста III в Чунгтханге поспешили открыть ворота плотины, но опоздали: наводнение быстро разрушило плотину, а также мост к гидроэлектростанции мощностью 1200 МВт, который ушёл под воду.
Уровень воды в реке Тееста ниже по течению поднялся на 4,5 — 6 метров, затопив многие районы Мангана, Гангтока, Пакьонга и Намчи в Сиккиме, а также Калимпонга, Куч Бехара, Джалпайгури и Дарджилинга в Западной Бенгалии. Наводнение также дошло до Бангладеша, где от него пострадали сотни деревень вдоль реки Тееста.
Пятнадцать мостов в штате были смыты, север штата, включая столицу Гангток, оказался отрезанным от остальной Индии из-за разрушения части национального шоссе 10. 3 тыс. туристов оказались в затруднительном положении по всему штату.

## Операции по оказанию помощи
Правительство Сиккима объявило наводнение катастрофой, центральное правительство Индии выделило ₹48 крор (5,76 млн долл. США) на ликвидацию последствий стихийного бедствия. Кроме того, правительство штата объявило о выплате компенсации ex-gratia в размере ₹4 лакх (4804 долл. США) семьям погибших, а также о немедленной выплате ₹2 000 (24 долл. США) тем, кто находится в лагерях для оказания помощи. Национальные силы реагирования на стихийные бедствия и индийская армия участвуют в операциях по оказанию помощи. Из пострадавших от наводнения районов было эвакуировано 2 400 человек, еще 7 600 находились во временных лагерях помощи. Ещё 10 000 человек были эвакуированы в Западной Бенгалии.
14 человек оказались заперты в туннелях разрушенной плотины Teesta III; для их спасения была собрана команда NDRF численностью 60 человек, включая аквалангистов.

## Жертвы
По меньшей мере 40 человек погибли и 22 получили ранения, 75 считались пропавшими без вести по состоянию на 6 октября. По информации на 9 октября число погибших возросло до 82 человек. Среди пропавших без вести было 23 военнослужащих индийской армии, из которых семь были впоследствии найдены мёртвыми, а один спасен живым. Один ребенок погиб и шесть получили ранения в соседнем штате Западная Бенгалия, когда минометная мина, перенесенная вниз по течению из Сиккима, взорвалась после того, как ее подобрали местные жители.